# Бертолт Брехт
 Тази статия е за немския поет, драматург и режисьор.  За гимназията в Пазарджик вижте ЕГ „Бертолт Брехт“.  
Бертолт Брехт (на немски: Bertolt Brecht) е германски поет, драматург, режисьор, и теоретик на изкуството.

## Житейски път
Ойген Бертолт Фридрих Брехт е роден в Аугсбург в семейството на фабрикант. Следва естествени науки, медицина и литература в Мюнхен, а в края на Първата световна война е мобилизиран като санитар в аугсбургски лазарет. После продължава следването си, но се отдава изцяло на литературата и театъра и става драматург и режисьор в Мюнхен при кабаретиста Карл Валентин. През 1922 година получава литературната награда „Хайнрих фон Клайст“, а през 1924 година отива в Берлин и там работи като драматург в „Дойчес театър“ при Макс Райнхард. През цялото това време пише стихове, а като противодействие на буржоазния си произход се увлича от учението на Карл Маркс за класовата борба, но никога не встъпва в Германската комунистическа партия. Брехт развива идеята си за „епическия театър“, през 1928 година се жени за голямата актриса Хелене Вайгел и заедно жънат сценични успехи, най-значимият от които е постановката на „Опера за три гроша“ (1928).
След установяването на националсоциалистическа диктатура в Германия Брехт емигрира в Дания, а в родината му неговите творби са публично изгаряни и му е отнето германското гражданство. В Дания, изпълнен с „вяра в нежната сила на разума“, Брехт създава драмата „Животът на Галилей“ (1938) и написва прочутите си „Свендборгски стихотворения“ (1939). През 1941 година се преселва в Съединените щати с напразната надежда да намери поприще като сценарист в Холивуд. През 1947 г. е подложен на разпити от Комисията за антиамериканска дейност и набеден като комунист, едва успява да избегне затвора. В 1948 година Брехт се завръща в Източна Германия и заедно с жена си създава световноизвестния театър „Берлинер ансамбъл“, където поставя преди всичко свои творби. Умира в Берлин и е погребан до своя учител по диалектика – философа Хегел.

## Творческо дело
Поетическото си творчество Брехт започва с дръзки антибуржоазни сатири и улични балади в експресионистичен маниер, но под влиянието на Вийон, Рембо и Киплинг скоро задълбочава художественото си светоотношение и постепенно намира своя неповторим поетически глас. След Втората световна война стремежът му е да създаде поезия, която „да съответства на новите обществени отношения“, каквито смята, че открива в ГДР.
В последните години от живота си Брехт сам съставя известния сборник „Сто стихотворения“ (1951), в който включва най-добрите си работи от всички творчески периоди. Публикува и последната си стихосбирка „Буковски елегии“ (1953).
През 1954 г. получава Сталинска награда за мир от съветското правителство.

## Влияние
Славата на Бертолт Брехт като поет и драматург несправедливо засенчва постиженията му в областта на прозата – той е също майстор на „притчовия роман“ и социалния разказ. Във всеки Брехтов прозаичен откъс е вложено зрънце от онова богатство на идеи, образи, философски прозрения, житейски опит, ерудиция, които присъстват в драматургията и лириката му. Многообразното творческо дело на Бертолт Брехт продължава да оказва неизмеримо въздействие върху съвременната немска и световна литература.

## Признание
В чест на поета родният му град Аугсбург учредява през 1995 година литературната награда „Бертолт Брехт“.

### Пиеси
- Baal, 1918/1923
- Trommeln in der Nacht, 1918 – 20/1922
- Im Dickicht der Städte, 1921 – 24/1923
- Leben Eduards des Zweiten von England, 1924/1924
- Mann ist Mann, 1924 – 26/1926
- Das Elefantenkalb, 1924 – 26/1926
- Mahagonny-Songspiel, 1927/1927
- Die Dreigroschenoper, 1928/1928
- Aufstieg und Fall der Stadt Mahagonny (Opernlibretto), 1927 – 29/1930
- Der Ozeanflug, auch Der Lindberghflug, auch Der Flug der Lindberghs, 1928 – 29/1929
- Das Badener Lehrstück vom Einverständnis, auch Lehrstück, 1929/1929

- Happy End, 1929/1929
- Der Jasager. Der Neinsager (Opernlibretti/Lehrstücke [Schuloper]), 1929/1930
- Die Maßnahme (Lehrstück), 1930/1930
- Die heilige Johanna der Schlachthöfe, 1919 – 31/1959
- Die Ausnahme und die Regel (Lehrstück), 1930/1938
- Die Mutter, 1930 – 31/1932
- Die Rundköpfe und die Spitzköpfe, 1931 – 34/1936
- Die Horatier und die Kuriatier (Lehrstück), 1933 – 34/1958
- Furcht und Elend des Dritten Reiches, 1935 – 38/1938
- Leben des Galilei, 1937 – 39/1943 (Животът на Галилей)
- Майка Кураж и нейните деца Mutter Courage und ihre Kinder, 1938 – 39/1941
- Das Verhör des Lukullus, auch Lukullus vor Gericht, auch Die Verurteilung des Lukullus (Hörspiel, später Opernlibretto), 1938 – 39/1940, 1951
- Добрият човек от СечуанDer gute Mensch von Sezuan, 1939 – 42/1943

- Herr Puntila und sein Knecht Matti, 1940/1948
- Der aufhaltsame Aufstieg des Arturo Ui, 1941/1958 (Удържимият възход на Артуро Хи)
- Schweyk im Zweiten Weltkrieg, 1941 – 43/1957
- Hangmen Also Die (screenplay), 1942/1943
- Die Gesichte der Simone Machard auch Die Stimmen, 1942 – 43/1957
- The Duchess of Malfi, 1943/1943
- Кавказкият тебеширен кръг Der kaukasische Kreidekreis, 1943 – 45/1948
- Die Antigone des Sophokles, 1947/1948
- Die Tage der Commune, 1948 – 49/1956
- Der Hofmeister, 1950/1950
- Herrnburger Bericht, 1951/1951
- Coriolanus von Shakespeare, 1951 – 53/1962
- Der Prozess der Jeanne D'Arc zu Rouen, 1431, 1952/1952
- Don Juan, 1952/1954
- Turandot oder Der Kongreß der Weißwäscher, 1953 – 54/1969
- Pauken und Trompeten, 1955/1955

### Едноактни пиеси
- Die Bibel Drama in I Act (1914 in Augsburger Schülerzeitschrift von „Bertold Eugen“ publiziert)
- Der Bettler oder Der tote Hund, 1919
- Er treibt einen Teufel aus, 1919
- Lux in Tenebris, 1919
- Der Fischzug, 1919
- Die Kleinbürgerhochzeit, 1919/1926
- Die Gewehre der Frau Carrar, 1937/1937
- Prärie (Opernlibretto)
- Dansen, 1939
- Was kostet das Eisen?, 1939/1939
- Die sieben Todsünden, auch Die sieben Todsünden der Kleinbürger (Ballettlibretto)

### Поезия

#### Поетически цикли
```
В безсънните нощи ръцете ми те намират -
Опитвам юмручето ти колко тежи.
С теб сигурно вече войни планират -
Какво да направя, че да не вярваш на мръсните им лъжи?
   от „
Люлчина песен
“
```

- Lieder zur Klampfe von Bert Brecht und seinen Freunden (1918)
- Psalmen (1920)
- Bertolt Brechts Hauspostille (1916 – 1925)
- Die Augsburger Sonette (1925 – 1927)
- Die Songs der Dreigroschenoper (1928)
- Aus dem Lesebuch für Städtebewohner (1926 – 1927)

- Die Nachtlager (1931)
- Geschichten aus der Revolution (1932)
- Sonette (1932 – 1934)
- Englische Sonette (1934)
- Lieder Gedichte Chöre (1933)
- Chinesische Gedichte (1938 – 1949)
- Studien (1934 – 1938)
- Svendborger Gedichte (1926 – 1937)
- Steffinsche Sammlung (1939 – 1942)
- Hollywoodelegien (1942)
- Gedichte im Exil (1944)
- Deutsche Satiren (1945)
- Kinderlieder (1950)
- Hundert Gedichte (1951)
- Buckower Elegien (1953)

#### Избрани стихотворения и песни
- An die Nachgeborenen
- Ballade von den Seeräubern
- Choral vom Manne Baal
- Der Schneider von Ulm
- Die Legende vom toten Soldaten
- Die Liebenden, auch Terzinen über die Liebe
- Die Lösung
- Einheitsfrontlied
- Erinnerung an die Marie A.
- Fragen eines lesenden Arbeiters
- Der Anachronistische Zug oder Freiheit und Democracy
- Kinderhymne
- Legende von der Entstehung des Buches Taoteking auf dem Weg des Laotse in die Emigration

- Mein Bruder war ein Flieger
- Morgens und abends zu lesen
- Resolution der Kommunarden
- Schlechte Zeit für Lyrik
- Solidaritätslied für den Film Kuhle Wampe

### Проза
- Bargan läßt es sein
- Geschichten vom Herrn Keuner
- Dreigroschenroman (Просяшки роман)
- Der Augsburger Kreidekreis
- Flüchtlingsgespräche
- Kalendergeschichten
- Die unwürdige Greisin
- Die Geschäfte des Herrn Julius Caesar

## Издания
- Trommeln in der Nacht 1922
- Die Dreigroschenoper 1928
- Dreigroschenroman 1934
- Leben des Galilei 1938